# 크리시우마

크리시우마의 위치

크리시우마(포르투갈어: Criciúma)는 브라질 산타카타리나주의 도시로 면적은 235.628km2, 높이는 46m, 인구는 192,236명(2007년 기준), 인구 밀도는 798.9명/km2이다.